# Ctenicera linearis
Ctenicera linearis là một loài bọ cánh cứng trong họ Elateridae. Loài này được Fall miêu tả khoa học năm 1910.